# قناة الآن
تلفزيون الآن قناة فضائية إخبارية ترفيهية، تبُثّ للوطن العربي من مقرها في مدينة دبي للإعلام بدولة الإمارات العربية المتحدة.

## عن تلفزيون الآن
شعار تلفزيون الآن هو “الأخبار الحقيقية والترفيه الحقيقي“. يتميز تلفزيون الآن بدعم قضايا المرأة، وذلك بالإضاءة على حياة المرأة العربية، كونها نصف المجتمع، واستهداف فئة الشباب من خلال برامجه الترفيهية والواقعية والإنسانية التي تلامس اهتماماته كثيرًا.

## البرامج
- نجوم بلا حدود : يهدف هذا البرنامج إلى اكتشاف مواهب استثنائية على مواقع التواصل الاجتماعي. انتهى الموسم الثاني في أيار 2018.
- بصمتي : يستضيف البرنامج، من إعداد وتقديم ماغي عون، شخصيات عربية من مختلف المجالات السياسية والاجتماعية والفنية، كما يسلط الضوء على القضايا الإنسانية والاجتماعية، بالإضافة إلى الخوض في رحلتهم المهنية.
- موعدنا شباب: برنامج حواري أبطاله شباب وشابات يطرحون الأخبار الاجتماعية، والمواضيع الرائجة في مواقع التواصل الاجتماعي وتأثيرها على حياتنا، كما يقدمون نصائحهم وآرائهم.
- هذا يومي: يتألق مدونوا الفيديو في هذا البرنامج، ويستعرضون فيه أسلوب حياتهم من خلال تدوين ومشاركة لحظاتهم، وأفكارهم، وآرائهم، وتجاربهم الأكثر إثاره في حياتهم اليومية.
- جاري اللعب: البرنامج الأول من نوعه على الإطلاق، والذي يعتبر منصة اعلامية مخصصة لمحترفي ألعاب الفيديو، تتيح لهم عرض مهارتهم في اللعب، وبثها مباشرة عبر التلفاز.
- بدون فلتر: برنامج تقدمه مدونات الموضة المعروفات المتخصصات في الجمال، وهو عبارة عن موسوعة جمال من مكياج، وتصفيف الشعر، وأزياء.
- فن الإيموجي: برنامج مسابقات يقوم على مبدأ التواصل، حيث يحاكي عالم الرسائل النصية والإيموجي، الشائع، بشكل فريد.
- للسعادة مفتاح: برنامج كوميدي يمزج الخيال والواقع من خلال عائلة مفتاح الفكاهية. مقالب عائلية هزلية، تحدث بشكل طبيعي في الشارع، عن طريق الكاميرا الخفية.
- الأخبار على طريقتنا: كوميديا تسلط الضوء على الأخبار من جميع أنحاء العالم، وتقدم من قبل ممثلين وموسيقيين من خلفيات عربية مختلفة، بطريقة كوميدية ساخرة وغنية بالمعلومات التي تعطي البرنامج طابعاً فريداً من نوعه.
- الكوميدي شو: برنامج منوعات كوميدية يطرح مواضيع اجتماعية مختلفة بنكهات ساخرة متعددة. ويستضيف البرنامج في كل حلقه مجموعة من الفنانين الكوميديين ليشاركوا في تمثيل الفقرات.

## أخبار الآن
تقدم أخبار الآن مجموعة من البرامج الإخبارية المتنوعة والتقارير، إلى جانب نشرات الاخبار على مدار الساعة، ومراسلين في العديد من الدول حول العالم. اهتم تلفزيون الآن بإنتاج وثائقيات خاصة به تناولت القصص، السياسية، الاجتماعية والإنسانية عربيا وعالمياً وبصفة خاصة في مناطق النزاعات.

## البرامج الإخبارية
- ستديو الآن: برنامج حواري مسائي مباشر يغطي ويحلل أهم قضايا العالم العربي، ويقدم الأخبار الحقيقية التي تؤثر على حياة الناس الحقيقيين.
- اليوم: برنامج صباحي يومي يقدم للمشاهد العربي لمحة عن أبرز مجريات التطورات اليومية على الساحتين العربية والدولية، كما يتطرق إلى القضايا الرائجة على وسائل التواصل الاجتماعي، ويستضيف مختصين لمناقشة جوانب الحياة المختلفة للرجل والمرأة العربية على حد سواء.
- نون: برنامج أسبوعي، يشكل منصة للنساء، حيث أنه يستضيف نجمات الفن والأدب والسياسة لمناقشة والتعليق على الأحداث الاجتماعية، والإنسانية، والطرائف من أنحاء العالم.
- الوطن اليوم: يناقش أبرز القضايا الإنسانية والاجتماعية والابتكار في المملكة العربية السعودية.
- سبورت: برنامج رياضي يناقش ويلخص أهم الأحداث الرياضية المحلّية والدولية.

## المبادرات الإجتماعية
منذ تأسيسه، انضم تلفزيون الآن إلى عدة مبادرات اجتماعية، أهمها مبادرة «كفى عنفاً» عام 2008، التي تهدف إلى مكافحة العنف ضد المرأة.
شارك تلفزيون الآن أيضاً في حملات توعوية حول سرطان الثدي والتدخين بالتعاون مع كل من وزارة الصحة السعودية ووزارة الصحة الإماراتية، كما استمرت مساهمته في حملة القافلة الوردية لمكافحة سرطان الثدي لسنوات عديدة.
وفي يوليو 2013، وبالتعاون مع الهلال الأحمر الإماراتي، شارك تلفزيون الآن في حملة «جسر الخير» لدعم اللاجئين السوريين.
كما خصص الثامن من أغسطس من كل عام، يوماً للأمل.

## الجوائز
فاز تلفزيون الآن بجوائز عدة تقديراً لتنفيذه أحدث التقنيات، ضمن فئات «أفضل استراتيجيات» و«التنفيذ»، و«المحتوى» و«التصنيف» للعلامة التجارية.
- حصل تلفزيون الآن على جائزة Highly Commended for Outstanding Channel’’ منTV Connect MENA 2015.
- كما فاز تلفزيون الآن بجائزة “Best Export Format” عن أفضل فكرة للتصدير عن برنامج نجوم بلا حدود في 2018.

## وصلات خارجية
- موقع قناة الآن
- موقع أخبار الآن
- موقع الآن إف أم